# Nanyuan (socken i Kina, Shanxi)
Nanyuan (kinesiska: 南垣, 南垣乡) är en socken i Kina. Den ligger i provinsen Shanxi, i den norra delen av landet, omkring 200 kilometer söder om provinshuvudstaden Taiyuan. Antalet invånare är 9 004. Befolkningen består av 4 286 kvinnor och 4 718 män. Barn under 15 år utgör 16,0 %, vuxna 15-64 år 75 %, och äldre över 65 år 7,0 %.
Genomsnittlig årsnederbörd är 674 millimeter. Den regnigaste månaden är juli, med i genomsnitt 218 mm nederbörd, och den torraste är december, med 3 mm nederbörd.